# Pteronymia donella
Pteronymia donella är en fjärilsart som beskrevs av Felder 1865. Pteronymia donella ingår i släktet Pteronymia och familjen praktfjärilar. Inga underarter finns listade.

## Bildgalleri

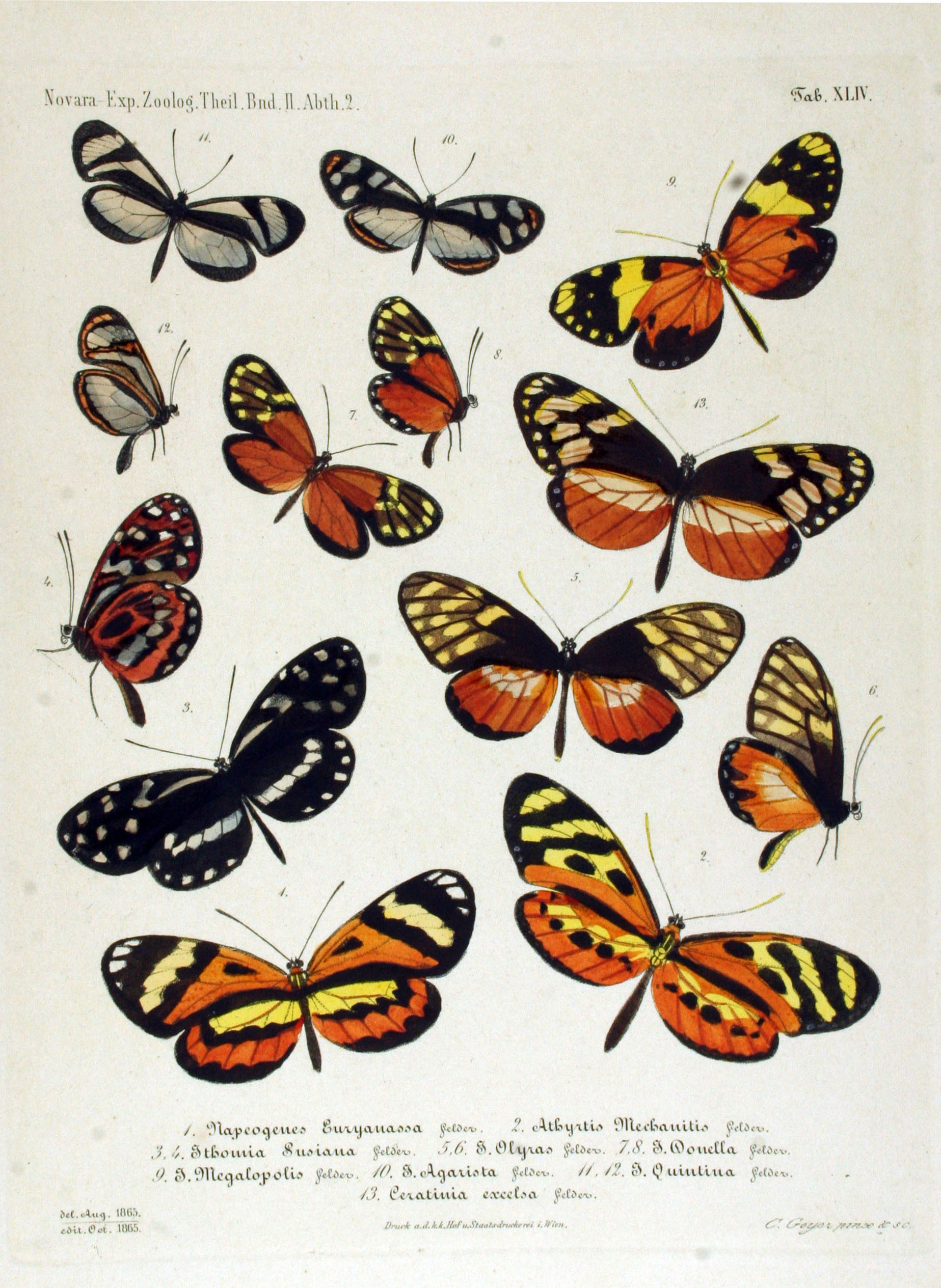